# Hoplopleura hispida
Hoplopleura hispida är en insektsart som först beskrevs av Grube 1851.  Hoplopleura hispida ingår i släktet Hoplopleura och familjen gnagarlöss. Inga underarter finns listade i Catalogue of Life.